# Келлямяе
Келлямяе (ест. Kellämäe) — село в Естонії, входить до складу волості Риуге, повіту Вирумаа.